# LBレコード
LBレコード（エルビーレコード）は九州朝日放送（KBCラジオ）で2020年4月21日から2024年3月28日まで放送されたラジオの音楽番組。

## 概要
KBCラジオでは、2020年のナイターイン編成が日本プロ野球の開幕が6月19日まで延期したことに伴い、当時放送していた『夕方じゃんじゃん』の放送時間を19時まで延長した上で、KBC長浜横丁の特別編を放送したが、2020年の4月21日からこの『LBレコード』を放送したところ、ツイッター上で「福岡のトレンド」の上位に入るなど大反響を起こしたため、2020年のナイターオフ編成（2020年11月3日から2021年3月25日まで）で正式にレギュラー化された。
2021年のナイターイン編成から2022年のナイターオフ編成までは『KBC長浜横丁』というレーベルでこの番組を放送してきたが、2022年のナイターオフをもって、『KBC長浜横丁』というレーベルが終了し、2023年のナイターイン編成から、この『LBレコード』は『KBC長浜横丁』というレーベル名を外した上で放送を継続することになった。
しかし、2024年のプロ野球開幕前日をもって放送終了。プロ野球開幕当日より後継番組として、野球中継のフィラー番組を兼ねた『MANDAN』が開始された。

## 放送時間

### 2023年ナイターイン編成
- ホークス戦のない毎週火曜から金曜 17:55-21:55

### 2023年ナイターオフ編成
- 毎週火曜から金曜 17:55-21:55（18:45-19:00はココロのオンガク 〜music for you〜を内包）

## パーソナリティ

### 2023年4月- 2024年3月
※ナイターイン編成の場合、基本的に火曜を除き「DAN! DAN! DAN!」と同じである。
（出典：）
- 火曜：ブルーリバー
- 水曜：カーネギー
- 木曜：とらんじっと
- 金曜：ハニー

## 番組内コーナー
（出典：）
- 19:30ごろ：シンコーナー
- 20:00ごろ：コンピレーション・アルバム
  - 火曜日20:00ごろ：せんべー×せんべー
- 20:30ごろ(不定期)：切手のないおくりもの